# مرسدس-بنز کلاس-جی‌ال‌ای
مرسدس-بنز کلاس-جی‌ال‌ای (انگلیسی: Mercedes-Benz GLA-Class) یک کراس‌اوور کامپکت کوچک لوکس از شرکت مرسدس-بنز است که در دو نسل مختلف عرضه شده است. این خودرو نسخهٔ شاسی‌بلند مرسدس-بنز کلاس-آ و کوچک‌ترین شاسی‌بلند مرسدس-بنز است. شرکت مرسدس-بنز با هدف رقابت با محصولاتی نظیر ب‌ام‌و ایکس۱ و آئودی کیو۳ این محصول را در سال ۲۰۱۳ طراحی و سال بعد در نمایشگاه شانگهای گونهٔ مفهومی (کانسپت) آن را به نمایش گذاشت. در همان سال و در نمایشگاه فرانکفورت نمونهٔ اصلی این خودرو رونمایی شد و برای عرضه وارد بازارهای جهانی شد.
جی‌ال‌ای با موتورهای بنزینی و دیزل چهارسیلندر خطی و با محور محرک جلو یا چهار چرخ ۴ماتیک عرضه می‌شود.
نام «جی‌ال‌ای» برگرفته از روش تجدیدنظر شدهٔ نامگذاری گونه‌های مختلف مرسدس-بنز است. مرسدس-بنز خودروهای شاسی‌بلند خود را با حرف جی‌ال نامگذاری کرده است. حرف جی مخفف کلمه «geländewagen» است که در زبان آلمانی به معنای آف-رود است؛ حرف ال نیز رابط میان دو حرف چپ و راست خود است و حرف اِی برای نامگذاری خودروهای سگمنت سی مرسدس-بنز به کار می‌رود.

## نسل اول

### ویژگی‌های فنی

#### جی‌ال‌ای۴۵ و جی‌ال‌ای۲۵۰
بنز جی‌ال‌ای، همانند بیشتر خودروهای تولیدی شرکت مرسدس بنز، جز ماشین‌های دو دیفرانسیل یا اِی دابلیو دی(AWD) است؛ که در مدل جی‌ال‌ای۴۵، علاوه بر دو دیفرانسیل بودن، مجهز به کنترل هوشمند و محدودکننده لغزش است و در مدل جی‌ال‌ای۲۵۰ تنها یک دو دیفرانسیل ساده است. این ماشین در مدل ۴۵ مجهز به ۷ دنده اتومات دوکلاچه اسپید شیفت می‌باشد که در مدل ۲۵۰، این تجهیزات به ۷ دنده دوکلاچه تغییر کرده است. این ماشین در هر دو مدل خود از گیربکس اتومات تیپ ترونیک استفاده می‌کند که این نوع از گیربکس، به راننده این امکان را می‌دهد که از دسته‌ای که برای دنده قرار داده شده است و در پشت غریبلک فرمان قرار دارد، با استفاده از دکمه‌های مثبت منفی، دنده را کم و زیاد کند و این امر موجب به سرعت سریعتر خودرو و گشتاور آن می‌شود. این ماشین، به دلیل نوع شاسی آن و عدم فضای کافی در کابین، تنها مجهز به فضا برای ۴ نفر شده است. این ماشین که در سال ۲۰۱۴ تولید شد، در مدل جی‌ال‌ای۴۵ از پیشرانه سوپرشارژ ۴ سیلندر آام‌جی و در مدل جی‌ال‌ای۲۵۰ از ۴ سیلندری سوپرشارژ استفاده می‌کند که حدود ۵۰ درصد از توان موتور و ۳۰ درصد از گشتاور خروجی آن افزایش می‌یابد.
در بخش موتور این بنز، این ماشین، ۱۹۹۱ سی‌سی حجم موتور دارد و از این جهت خوب است؛ همچنین این ماشین دارای ۴ سیلندر و ۱۶ سوپاپ در هر دو مدل است؛ قدرت و نیروی مرسدس بنز مدل جی‌ال‌ای۴۵، ۳۷۵ اسب بخار در ۶۰۰۰ دور در دقیقه و گشتاور آن، که یکی از مهم‌ترین بخش‌های سرعتی ماشین است، ۴۷۵ نیوتن متر در ۶۵۰۰ در دقیقه می‌باشد که به همین امر، موجب شده شتاب صفر تا صد این مدل از این ماشین، در ۴٫۴ ثانیه اتفاق بیفتد؛ که در مدل جی‌ال‌ای۲۵۰ که یک سال قبلتر از ۴۵ تولید شده، مجهز به ۲۰۸ اسب بخار و ۳۵۰ نیوتن متر در ۶۰۰۰ و ۶۵۰۰ در دقیقه می‌باشد. به همین خاطر، هر دو مدل این ماشین بین سال‌های ۲۰۱۴–۲۰۱۶ حداکثر می‌تواند تا سرعت ۲۵۰ کیلومتر بر ساعت را برود.
مصرف سوخت (ترکیبی) این ماشین، ۷٫۴ لیتر در صد کیلومتر می‌باشد و ظرفیت باک آن نیز ۵۶ لیتر است. همچنین شتاب ۰ تا صد این خودرو، در ۴٫۴ ثانیه انجام می‌گیرد.
| نام بخش موتور یا ماشین | مرسدس بنز- جی‌ال‌ای۴۵                            | مرسدس بنز- جی‌ال‌ای۲۵۰       |
| ---------------------- | ---------------------------------------------- | -------------------------- |
| محور محرک              | دو دیفرانسیل با کنترل هوشمند و محدودکننده لغزش | دو دیفرانسیل               |
| نوع گیربکس             | اتومات تیپ ترونیک                              | اتومات تیپ ترونیک          |
| سرنشین                 | ۵ نفر                                          | ۵ نفر                      |
| گیربکس (نوع دنده)      | ۷ دنده اتومات دوکلاچه اسپید شیفت               | ۷ دنده اتومات دو کلاچه     |
| حجم موتور              | ۱۹۹۱ سی‌سی                                      | ۱۹۹۱ سی‌سی                  |
| سوپاپ                  | ۱۶                                             | ۱۶                         |
| پیشرانه                | ۴ سیلندر، بنزینی سوپر شارژ آ ام‌جی(AMG)         | ۴ سیلندر، بنزینی سوپر شارژ |
| نیرو و قدرت            | ۳۷۵ اسب بخار در ۶۰۰۰ دور در دقیقه              | ۲۰۸ اسب بخار               |
| گشتاور                 | ۴۷۵ نیوتن متر در ۶۰۰۰ دور در دقیقه             | ۳۰۵ نیوتن متر              |
| حداکثر سرعت            | ۲۵۰ کیلومتر بر ساعت                            | ۲۵۰ کیلومتر بر ساعت        |
| صفر تا صد (شتاب)       | ۴٫۴ ثانیه                                      | ۷٫۱ ثانیه                  |
| مصرف سوخت (ترکیبی)     | ۷٫۴ لیتر در صد کیلومتر                         | ۷٫۴ لیتر در صد کیلومتر     |
| ظرفیت باک              | ۵۶ لیتر                                        | ۵۶ لیتر                    |

#### مشخصات اندازه
این ماشین، در دسته شاسی بلندها و کلاس کامپکت‌ها قرار می‌گیرد؛ البته از نظر حرفه‌ای تر، این ماشین یک کراس اور جذاب است؛ نسل مرسدس بنز GLA، فعلاً در نسل اول قرار دارد که با نام دوم X156 یا ایکس۱۵۶ شناخته می‌شود. طول این ماشین ۴۴۱۷ میلی‌متر، عرض آن ۱۸۰۴ میلی‌متر می‌باشد که مناسب و عادی می‌باشد؛ ارتفاع این ماشین نیز ۱۴۹۴ میلی‌متر است؛ فاصله بین محورها نیز ۲۶۹۹ میلی‌متر است و وزن این مرسدس نیز ۱۵۸۵ کیلوگرم می‌باشد.
ابعاد، نام و کد تایرهای این ماشین، با 235/45ZR19 مشخص می‌شود؛ که در تایرها، این کد و سایز، به معنی این است که پهنای این تایر، ۲۳۵ میلی‌متر، درصد فاق تایرهای این ماشین، ۴۵ درصد و در نهایت سایز رینگ‌ها ۱۹ اینچ است؛ این در حالی است که خودروهای شهری با رینگ سایز ۱۳ تردد می‌کنند؛ بنابرین، سایز رینگ این خودرو کاملاً خوب و هم‌سطح بقیه خودروهای مرسدس است.
| معیار فنی        | مشخصات فنی |
| ---------------- | ---------- |
| طول              | ۴۴۱۷       |
| عرض              | ۱۸۰۴       |
| ارتفاع           | ۱۴۹۴       |
| وزن              | ۱۵۸۵       |
| فاصله بین محورها | ۲۶۹۹       |
| نام تایر         | 235/45ZR19 |

#### تعلیق و ترمز
این ماشین دارای سیستم نیروی کمکی فرمان از نوع برقی می‌باشد که از مزایای آن می‌توان به نیروی کمکی فرمان در هنگام خاموش بودن موتور، نیروی کمکی بالا در سرعت‌های پایین و در نهایت نیروی کمکی کم در سرعت‌های بالاتر اشاره کرد. همچنین این ماشین دارنده ترمز ضد قفل(ABS)، سیستم برقی توزیع نیروی ترمز(EDD)، ترمز کمکی(EBA or BAS)، ترمز پارک برقی(EPB)و سیستم کنترل ترمز در پیچ(CBC or ATC) می‌باشد که با وجود این سیستم‌ها و آپشن‌ها، این ماشین ایمنی خوبی در پیچ‌ها و ترمز دارد.

#### روشنایی
این ماشین، مجهز به دیلایت و سنسور نور است و مه‌شکن‌های عقب و جلو ندارد که این نکته اصلاً نکته خوبی نیست و همچنین فاقد برف‌پاک‌کن چراغ‌های‌جلو است که عادی بنظر می‌رسد، و سیستم گردش چراغ در پیچ(AFS) ندارد.

### طراحی

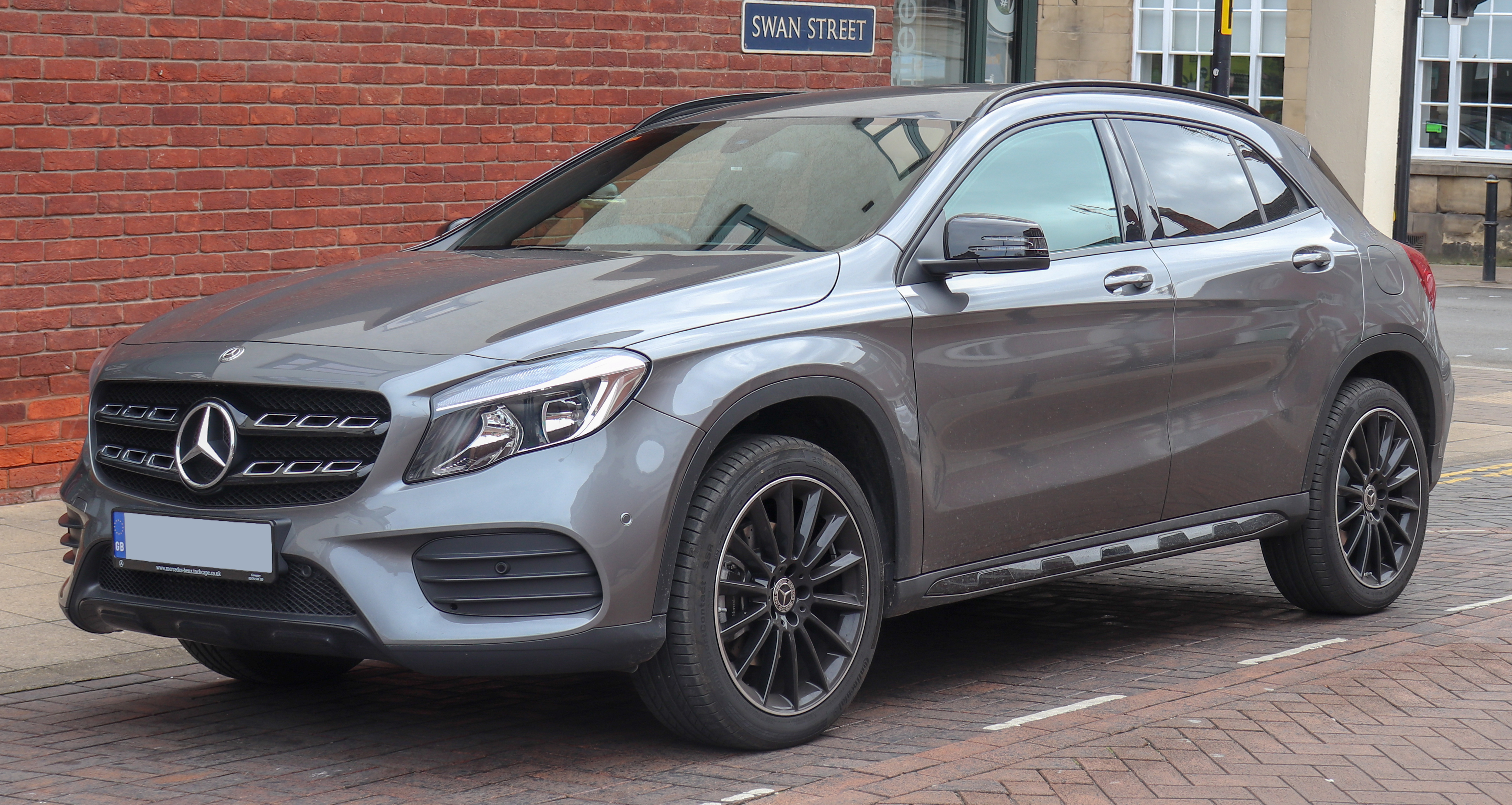
مرسدس-بنز کلاس-جی‌ال‌ای

در درون کابین متریال بسیار با کیفیتی به‌کار رفته و کابین این بنز فضای زیادی دارد؛ همچنین به دلیل مجهز بودن صندلی‌ها به روکش چرمی و تزئینات عالی در داخل کابین، باعث شده است که این ماشین تقریباً لوکس شمرده شود. همچنین در این خودرو طراحی کلیدها به صورت لمسی است و قطعات کروم فراوانی در آن به کار رفته‌اند. همچنین این خودرو از درون به دروبین دید عقب مجهز شده که باعث دید بهتر راننده نسبت به عقب می‌شود. همچنین صندلی‌های جلو به صورت برقی تنظیم می‌شوند و سیستم مسیریابی یا لوکیشن این ماشین به صورت اتوماتیک است.
در داخل این ماشین، به‌طور همزمان، لوکسی، مدرنی و خوش ساختی را می‌توان مشاهده کرد و همچنین طراحان این ماشین از فیبرکربنی در بعضی از قسمت‌ها همانند کنار صندلی‌ها استفاده کرده‌اند؛ همچنین با وجود اندکی خشک بودن صندلی‌ها، این صندلی‌ها به گونه‌ای طراحی شده‌اند که ایمنی و راحتی سرنشینان کاملاً تضمین شود.
کیفیت کابین نیز تضمین شده است؛ البته برخی از بخش‌ها از جنس پلاستیک خشک هستند و این نکته جالبی نمی‌باشد؛ اما بیشتر بخش‌ها، به‌ویژه قسمت‌هایی که در دایره دید قرار دارند، وضع شایسته‌ای دارد. همچنین در بخش فضاسازی نیز، این مرسدس بنز عالی ظاهر شده و علاوه بر یک کراس‌اوور جمع‌وجور و راحت، فضای سرنشینان و کابین و همچنین فضای جادار صندوق عقب بسیار خوبی نیز دارد. همچنین با توجه به طول این خودرو، فاصله بین محورها، بسیار خوب است. اما از آنجایی که این بنز جی‌ال‌ای یک خودروی کامپکت شمرده می‌شود، فضای سرنشینان عقب به راحتی فضای سرنشینان جلو نمی‌باشد و این یکی از نکات منفی این ماشین است؛ البته از خودرویی کامپکت، نمی‌شود فضای عقبی بیشتر از اینی انتظار داشت.
اصالت این خودرو، در دسته دنده (دسته ای که با آن دنده را تغییر می‌دهند) و نشانگر و علامت‌های پشت آمپر که طراحی بسیار زیبایی دارند، به همراه فرم ویژه کنسول میانی و دریچه‌کولرهای سنتی معلوم می‌شود. نمایشگر این خودرو، فرم خیلی خوبی ندارد چرا که با داشبورد آن اصلاً هم‌خوانی ندارد؛ اما به دلیل کیفیت و رزولوشن بسیار بالای آن، این بخش نیز خوب ظاهر شده است. اما اگرچه کابین این خودرو زیبایی و کیفیت بالایی دارد، اما کارایی خوبی ندارد.

### ایمنی

#### یورو ان‌کپ
در سال ۲۰۱۴ و اولین مدل این خودرو، یعنی مرسدس بنز جی‌ال‌ای۲۵۰، در آن مقطع به تازگی مورد تولید قرار گرفته و هنوز به بازار خودرو وارد نشده بود، در تست و بررسی سازمان یوروان‌کپ شرکت کرد و از جلو، کاپوت، کنار، در راننده، عقب خودرو، از گوشه و پنجره مورد ضربه قرار گرفت که از ویدئوهای این سازمان، می‌توان ایمنی فوق‌العاده این ماشین را دید.
این ماشین در کل ۵ ستاره گرفته است که اندکی از ماشین‌های تولیدی می‌توانند این امتیاز را دریافت کنند؛ و چارچوب این ماشین در هرگونه برخورد، جابجا نمی‌شود و تا حد امکان از سرنشینان محافظت می‌کند؛ در برخورد جلو، جلو بندی ماشین تنها تا اوایل کاپوت فرومی‌رود و هیچ آسیبی به راننده و شاگرد نمی‌رساند. همچنین پس از آزمایش‌های مختلف شدت و سرعت تصادف، این ماشین در بخش ایمنی کودکان، ۸۸ درصد ایمنی دریافت کرده که این یعنی در این بخش حدود ۴٫۵ ستاره از ۵ ستاره دریافت کرده است؛ این خودرو همچنین در بخش ایمنی بزرگسالان (+۱۳)، ۹۶ درصد ایمنی از ۱۰۰ درصد ایمنی را دریافت کرده است و حدود ۵ ستاره نیز در این بخش دریافت کرده است؛ بنابرین، این خودرو را از نظر ایمنی جز برترین خودروهای جهان دانست.
| معیارهای ایمنی   | امتیاز                     | سرعت             |
| ---------------- | -------------------------- | ---------------- |
| جلو              | ۴٫۸ ستاره                  | ۶۴ کیلومتر       |
| کنار و گوشه      | ۵ ستاره                    | ۵۴ کیلومتر       |
| امتیاز نهایی     | ۵ ستاره                    | -                |
| امتیاز کودکان    | ۸۸ از ۱۰۰، معادل ۴٫۴ ستاره | -                |
| امتیاز بزرگسالان | ۹۶ از ۱۰۰، معادل ۴٫۹ ستاره | -                |
| سال آزمون        | ۲۰۱۴                       | گیرنده: یوروان‌کپ |